# Abronie

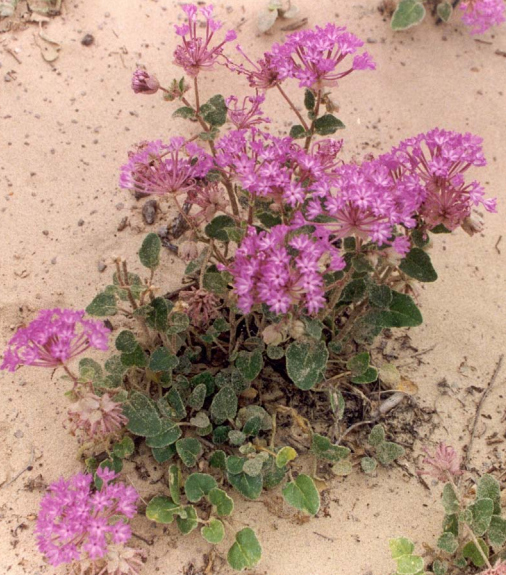
Abronia macrocarpa

Abronie (Abronia) je rod rostlin z čeledi nocenkovité. Jsou to poléhavé nebo vzpřímené, jednoleté nebo vytrvalé byliny s jednoduchými, vstřícnými, dužnatými listy a pětičetnými květy s nerozlišeným okvětím. Rod zahrnuje 19 druhů a je rozšířen v Severní Americe od západní Kanady po Mexiko. Rostliny vyhledávají písčitá stanoviště. Některé druhy jsou typické pro mořské pobřeží, jiné rostou v horách nebo polopouštích. V Severní Americe jsou využívány jako léčivé rostliny, jiný zásadnější význam nemají.

## Popis
Abronie jsou jednoleté nebo vytrvalé, obvykle žláznatě chlupaté byliny s poléhavým až přímým, beztrnným stonkem a tenkým nebo ztloustlým hlavním kořenem. Listy jsou jednoduché, vstřícné, řapíkaté, s víceméně tlustou, sukulentní, na bázi obvykle asymetrickou čepelí. 
Květy jsou oboupohlavné, pravidelné, uspořádané ve stopkatých, úžlabních hlávkovitých svazečcích, podepřených zákrovem tvořeným 5 až 10 vytrvalými, převážně tence papírovitými, průsvitnými listeny. Květy se obvykle otevírají od okraje květenství ke středu. Okvětí je nerozlišené, nálevkovité až řepicovité, s korunní trubkou zakončenou pětilaločným lemem. 
Tyčinek je 5 až 9 a nevyčnívají z květů. Semeník je svrchní a obsahuje jediný plodolist s jedním vajíčkem. Čnělka je nitkovitá, zakončená čárkovitou bliznou. Plody jsou vřetenovité nebo kuželovité, kožovité, u některých druhů opatřené 2 až 5 podélnými křídly.

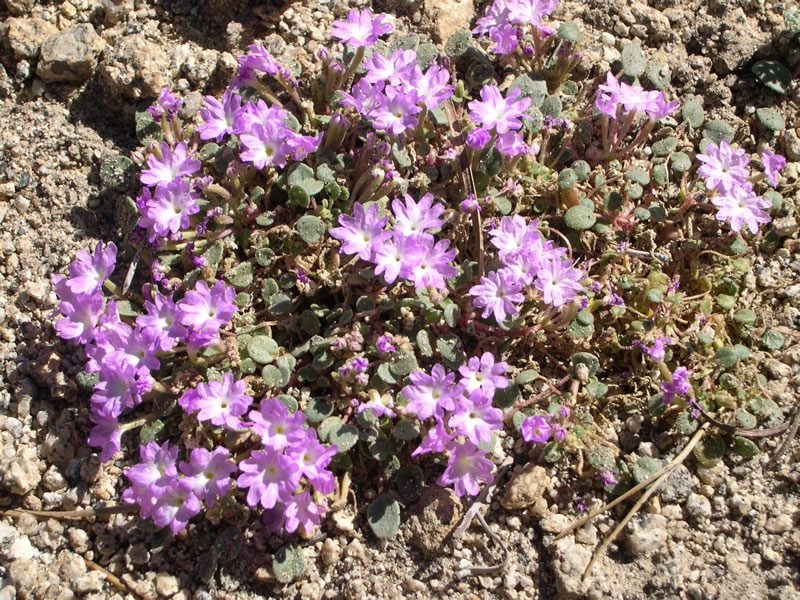
Vysokohorský druh Abronia alpina
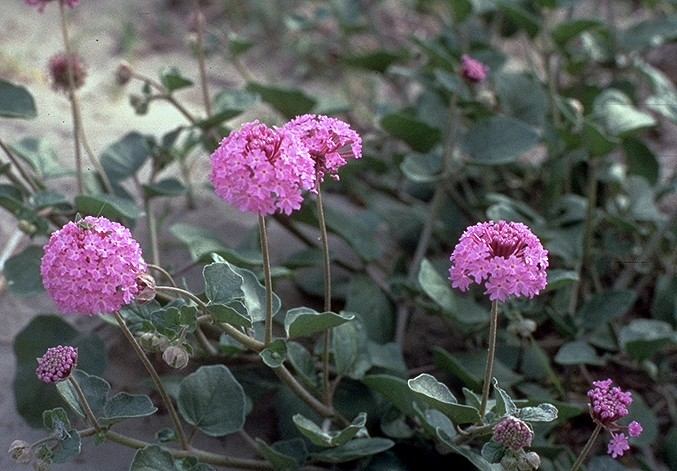
Abronia ameliae, endemit jižního Texasu
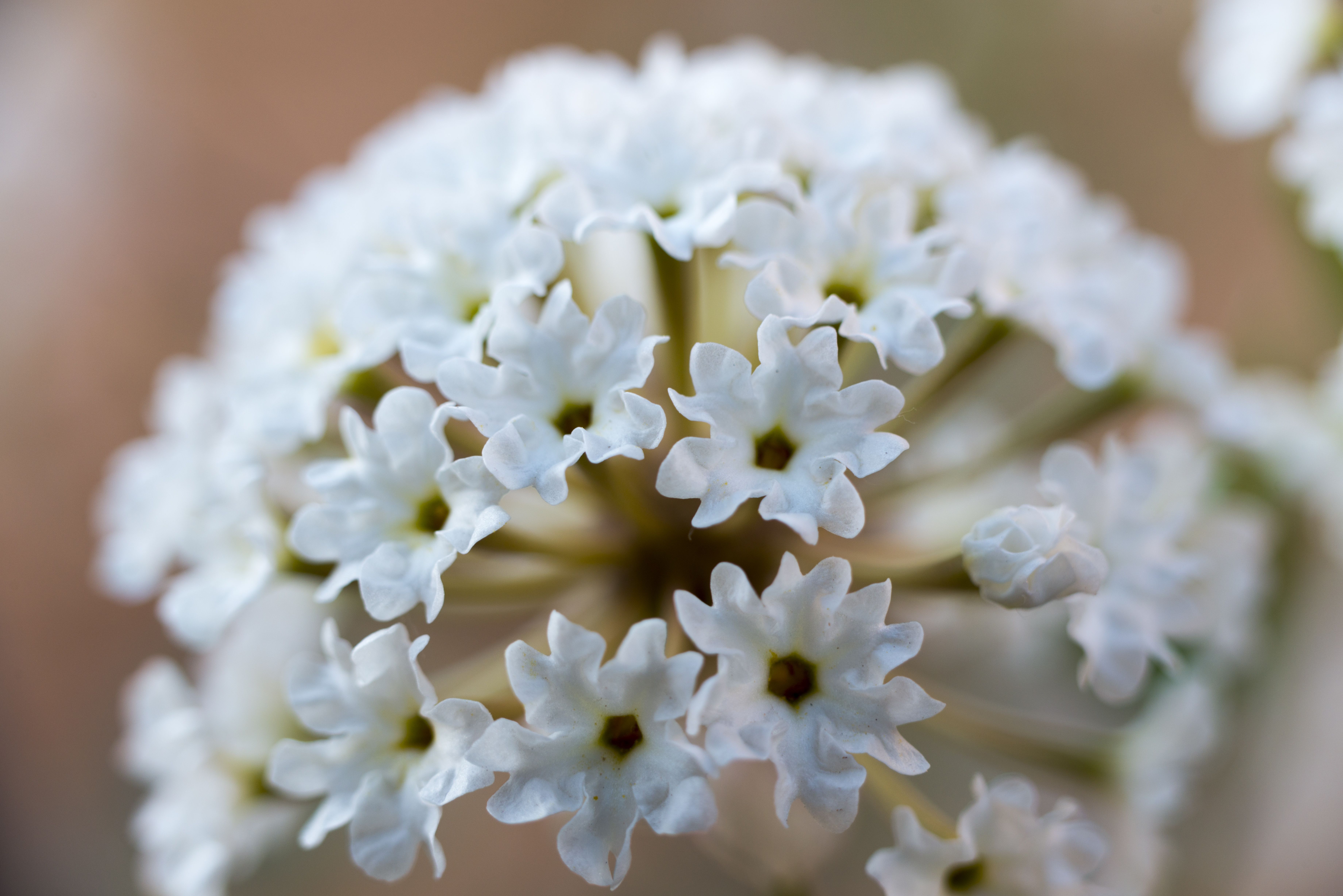
Detail květenství abronie vonné (Abronia fragrans)
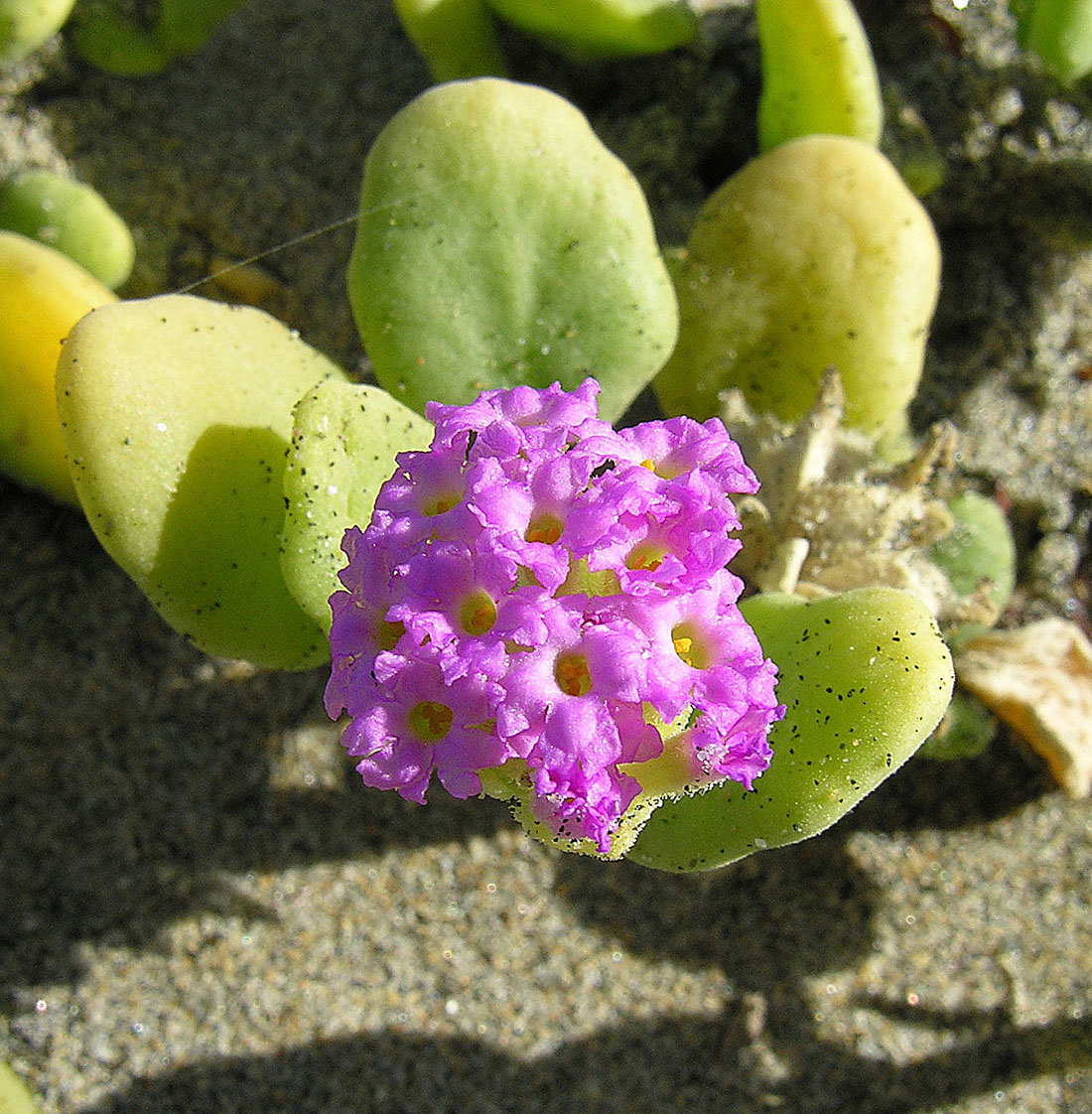
Abronia maritima, typický druh mořského pobřeží
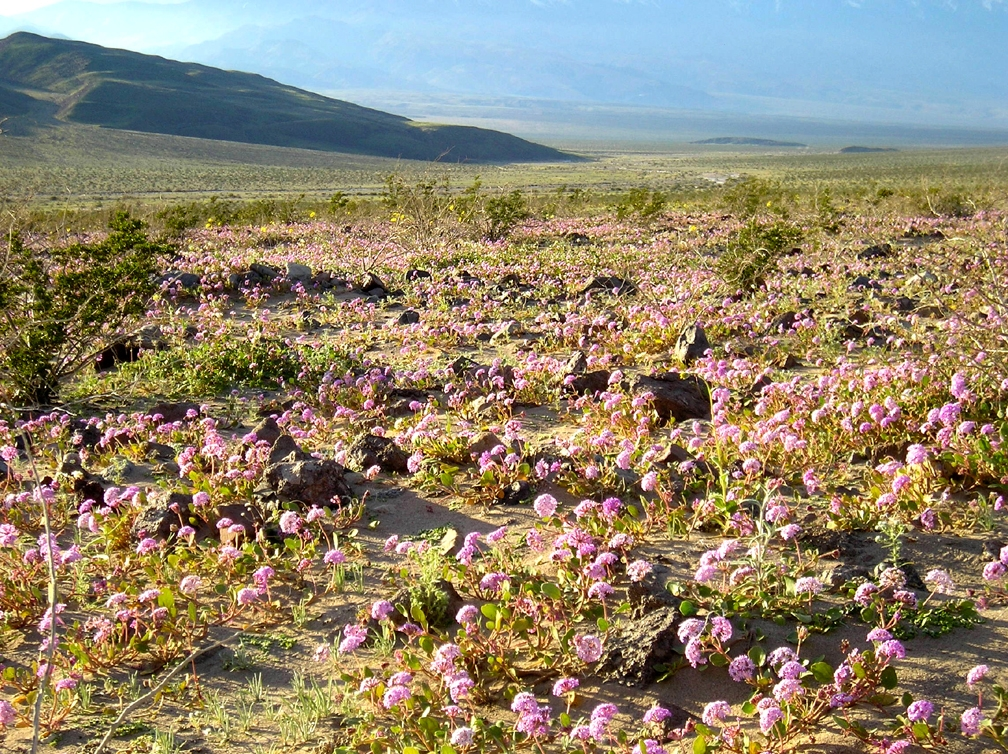
Porost Abronia pogonantha v kalifornském Údolí smrti

## Rozšíření
Rod abronie zahrnuje 19 druhů, rozšířených v Severní Americe. Areál sahá od jihozápadní Kanady přes západní a střední oblasti USA po jihozápadní Mexiko.
Jsou to charakteristické rostliny písčitých stanovišť, rostoucí zejména na mořských pobřežích, polopouštích a horských stanovištích.
Na písčinách tichomořského pobřeží Severní Ameriky roste Abronia umbellata (z. Kanada až sz. Mexiko), Abronia maritima (Kalifornie až jz. Mexiko) a Abronia latifolia (jz. Kanada až Kalifornie).
Horské druhy Abronia nana a Abronia alpina z jihozápadu USA vystupují až do nadmořských výšek okolo 3000 m.

## Ekologické interakce
Květy opylují ve dne zejména čmeláci a dlouhososky, za soumraku a v noci lišaji a jiné můry. Navštěvují je také denní motýli.
Abronie jsou v Severní Americe živnými rostlinami housenek lišaje Hyles lineata a různých drobnějších druhů můr (Euphyia implicata, Lithariapteryx abroniaeella, L. elegans, Lasionycta arietis, L. wyatti, Triprocris smithsonianus).

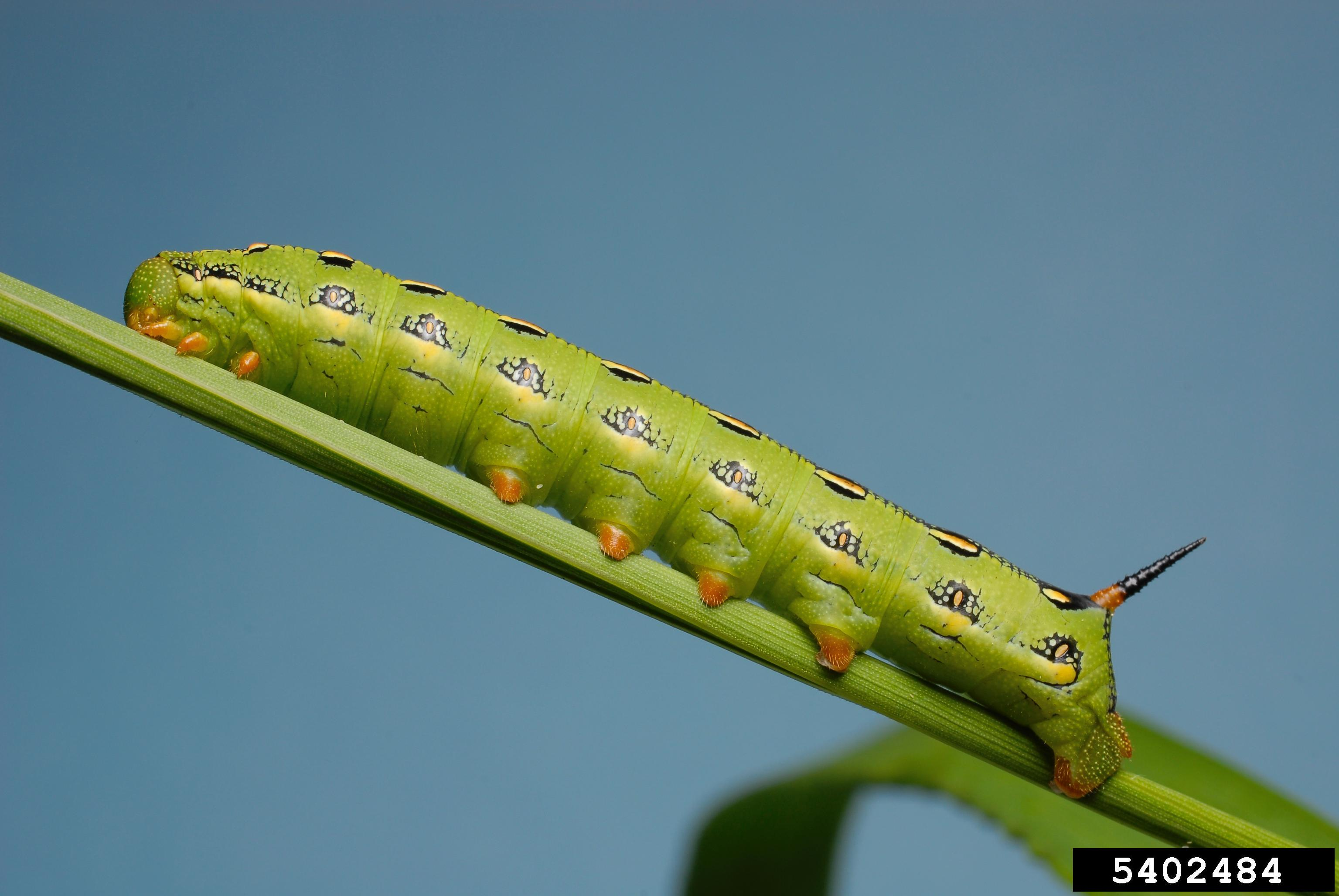
Housenka lišaje Hyles lineata
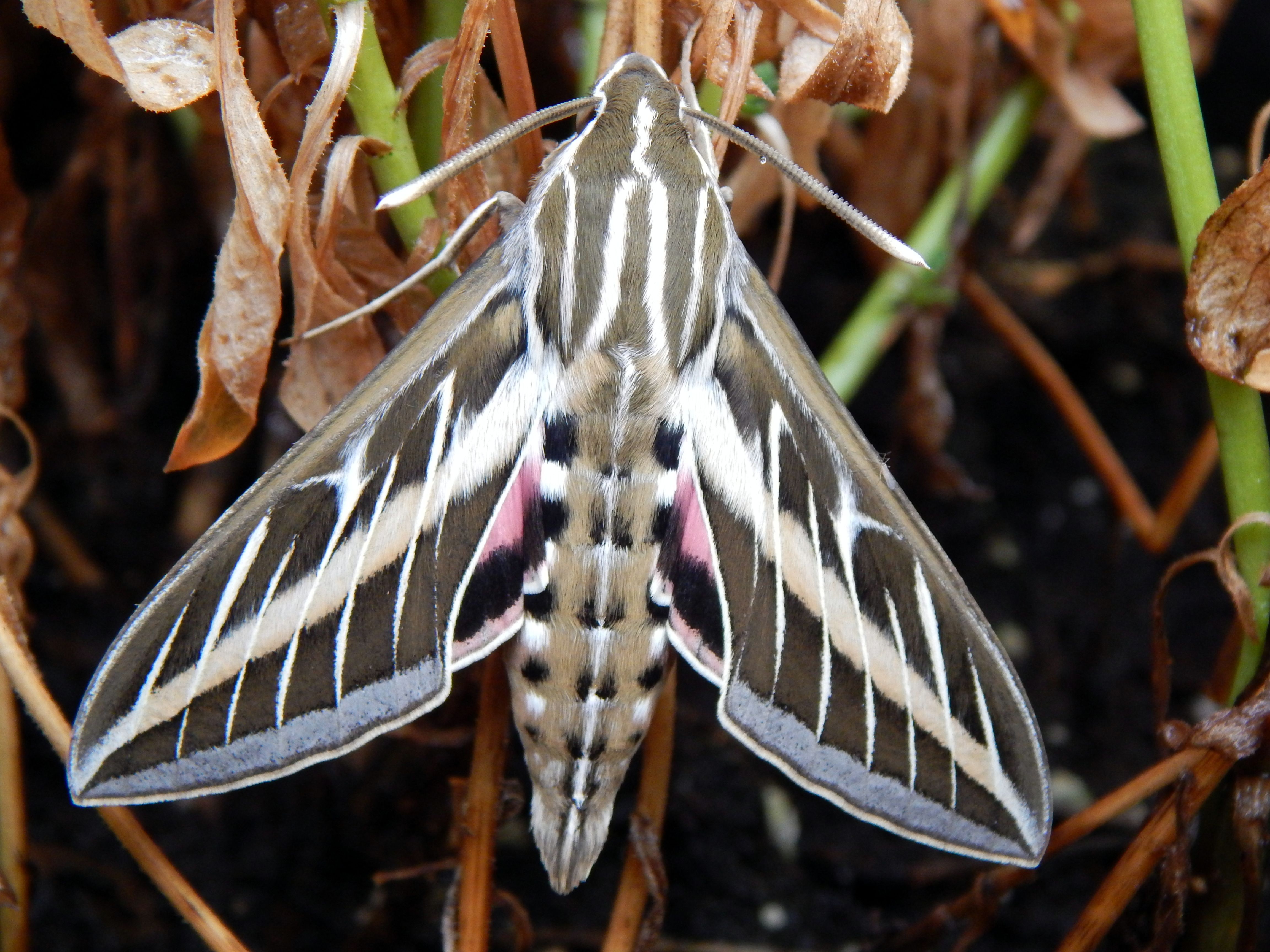
Lišaj Hyles lineata

## Taxonomie
Rod Abronia je v rámci čeledi Nyctaginaceae řazen do tribu Nyctagineae. Nejblíže příbuzným druhem je Tripterocalyx (4 druhy v Severní Americe od Kanady po Mexiko).
K identifikaci některých druhů jenutno využít znaky na téměř dozrálých plodech, neboť vegetativní části mají velkou morfologickou variabilitu. Rostliny jsou schopny křížení a ke vzniku hybridů dochází i v přírodě.

## Zástupci
- abronie vonná (Abronia fragrans)[9]

## Význam
Některé druhy pěkně kvetou, jako okrasné rostliny se však téměř nepěstují a nejsou ani uváděny ze sbírek českých botanických zahrad. Abronie vonná je občas pěstována jako skalnička.
Řada druhů je využívána v místní a domorodé medicíně. Abronie vonná (A. fragrans) je používána na boláky, bodnutí hmyzem, různé trávicí potíže a jako emetikum. Abronia elliptica má sedativní účinky a slouží k navození spánku. Pasta z rozdrcených listů Abronia turbinata se aplikuje na opuchliny, rozdrcené kořeny Abronia villosa na spáleniny. Abronia latifolia slouží jako tonikum.
Vřetenovitý kořen Abronia arenaria je jedlý a indiáni kmene Činuků ze severozápadu USA jej využívají jako potravu. Jedlé jsou i kořeny Abronia latifolia.